# Базили, Франческо
Франческо Базили (итал. Francesco Basily; 31 января 1767 года, Лорето, Неаполитанское королевство — 25 марта 1850 года, Рим, Папская область) — итальянский композитор, органист и пианист, сын композитора Андреа Базили и отец композитора Базилио Базили. Член филармонических академий Рима, Болоньи, Модены и академии изящных искусств в Берлине. Один из последних великих композиторов XVIII века.

## Биография
Франческо Базили родился 31 января 1767 года в Лорето, в Неаполитанском королевстве. Начальное музыкальное образование получил у отца. Дебютировал как композитор в 7 лет, сочинив мессу. В этом же возрасте дал свои первые концерты игры на органе. Продолжил образование у Джованни Баттисты Борги, а после смерти отца, переехал в Рим, где, завершив образование у Джузеппе Яннаккони, 16 октября 1783 года стал членом известной музыкальной Академии святой Цецилии.
С 1786 по 1789 год служил капельмейстером в капелле кафедрального собора в Фолиньо, затем до 1803 года в капелле кафедрального собора в Мачерате. В том же году женился на Марии Филиппуччи. 26 мая 1805 года был принят на место капельмейстера в собор Святого Дома в Лорето, где служил до 31 октября 1828 года.
Одновременно с исполнением обязанностей капельмейстера, сочинял музыку для театров. Дебютировал как оперный композитор в 1788 году на сцене театра Валле в Риме оперой-буффа «Прекрасная незнакомка» (итал. La bella incognita). Вслед за этим, им были написаны 12 опер, из которых особенным успехом у публики пользовалась опера «Иллинези» (итал. Illinesi) по либретто Франческо Романи, впервые поставленная на сцене театра Ла Скала в Милане 26 января 1819 года.
В 1828 году Франческо Базили переехал в Милан, отказавшись от места капельмейстера собора Санта Мария Маджоре в Риме ради места директора-цензора Миланской консерватории. Покровительствовал молодым музыкантам, но именно он возглавлял комиссию, которая отказала в приёме в консерваторию Джузеппе Верди.
С февраля 1837 года композитор был принят на место капельмейстера в Юлианскую капеллу при соборе святого Петра в Ватикане, где прослужил до самой смерти.
Франческо Базили умер в Риме 25 марта 1850 года.

## Творческое наследие
Творческое наследие композитора включает 13 опер, многочисленные сочинения камерной и церковной музыки. В память об умершем учителе им был написан «Реквием по Джузеппе Яннаккони», который был исполнен 23 марта 1816 года в соборе Святых Апостолов в Риме.